# Madison Kvaltin
 (août 2023).
La mise en forme du texte ne suit pas les recommandations de Wikipédia : il faut le « wikifier ».
Les points d'amélioration suivants sont les cas les plus fréquents :
- Les titres sont pré-formatés par le logiciel. Ils ne sont ni en capitales, ni en gras.
- Le texte ne doit pas être écrit en capitales (les noms de famille non plus), ni en gras, ni en italique, ni en « petit »…
- Le gras n'est utilisé que pour surligner le titre de l'article dans l'introduction, une seule fois.
- L'italique est rarement utilisé : mots en langue étrangère, titres d'œuvres, noms de bateaux, etc.
- Les citations ne sont pas en italique mais en corps de texte normal. Elles sont entourées par des guillemets français : « et ».
- Les listes à puces sont à éviter, des paragraphes rédigés étant largement préférés. Les tableaux sont à réserver à la présentation de données structurées (résultats, etc.).
- Les appels de note de bas de page (petits chiffres en exposant, introduits par l'outil «  Source ») sont à placer entre la fin de phrase et le point final[comme ça].
- Les liens internes (vers d'autres articles de Wikipédia) sont à choisir avec parcimonie. Créez des liens vers des articles approfondissant le sujet. Les termes génériques sans rapport avec le sujet sont à éviter, ainsi que les répétitions de liens vers un même terme.
- Les liens externes sont à placer uniquement dans une section « Liens externes », à la fin de l'article. Ces liens sont à choisir avec parcimonie suivant les règles définies. Si un lien sert de source à l'article, son insertion dans le texte est à faire par les notes de bas de page.
- La présentation des références doit suivre les conventions bibliographiques. Il est recommandé d'utiliser les modèles {{Ouvrage}}, {{Chapitre}}, {{Article}}, {{Lien web}} et/ou {{Bibliographie}}. Le mode d'édition visuel peut mettre en forme automatiquement les références.
- Insérer une infobox (cadre d'informations à droite) n'est pas obligatoire pour parachever la mise en page.

Pour une aide détaillée, merci de consulter Aide:Wikification.
Si vous pensez que ces points ont été résolus, vous pouvez retirer ce bandeau et améliorer la mise en forme d'un autre article.
Madison Kvaltin, née le 5 août 1998 dans le Grand Sudbury, est une mannequin canadienne, élue au concours Miss Univers Canada 2023,.

## Biographie

### Vie personnelle et éducation
Kvaltin est né le 5 août 1998 dans le Grand Sudbury. En 2017, elle a reçu son certificat Smith en affaires de l'Université Queen's à Kingston, en Ontario. En 2020, elle a obtenu sa licence en sociologie et commerce dans la même université.

## Concours de beauté

### Miss Intercontinental 2016
Le 21 août 2016, Kvaltin a concouru contre 36 autres candidats Top Model Search Canada 2016 et a remporté la troisième plus haute parmi les trois couronnes en jeu, qui était Miss Intercontinental Canada 2016.
Le 16 octobre 2016, Kvaltin a représenté le Canada à Miss Intercontinental 2016 et a affronté 59 autres candidats aux Stein Studios de Colombo, au Sri Lanka, où elle ne s'est pas classée en demi-finale.

### Miss Monde Canada 2021
Le 3 octobre 2021, Kvaltin a concouru contre 39 autres candidates de Miss Monde Canada 2021 au Richmond Hill Centre for the Performing Arts à Richmond Hill, en Ontario, où elle n'a pas placé la demi-finaliste.

### Miss International 2022
Le 14 mai 2022, Kvaltin a représenté Sudbury à Miss Univers Canada 2022 et a concouru contre 53 autres candidates au Meridian Arts Centre de Toronto, en Ontario, où elle a été élue Miss International Canada 2022.
Le 13 décembre 2022, Kvaltin a représenté le Canada à Miss International 2022 et a concouru contre 66 autres candidats au Tokyo Dome City Hall à Tokyo, au Japon, où elle a terminé dans le Top 8,.

### Miss Univers Canada 2023
Kvaltin a représenté l'île Manitoulin à Miss Univers Canada 2023 le 19 août 2023, a concouru contre 57 autres candidats au River Rock Casino à Richmond, Colombie-Britannique, où elle a remporté le titre et a été remplacée par Amelia Tu.

### Miss Univers 2023
Le 18 novembre 2023, Kvaltin représentera le Canada à Miss Univers 2023 à San Salvador, Salvador.